# JK super radio show
JK super radio show（ジェイケー・スーパー・レディオ・ショー）は、cross fmで放送されていたラジオ番組。ナビゲーターは北野"JK"順一。放送時間は毎週日曜日12:00-16:00で、2008年10月6日に放送開始、2010年3月28日に終了した。

## 概要
放送開始から2010年2月14日までは天神岩田屋新館にあった局のサテライトスタジオ「天神きらめき通りスタジオ」から、2010年2月21日と2月28日は「旧 北九州本社スタジオ」から、2010年3月7日はI'm10階にある局のサテライトスタジオ「新 北九州スタジオ」、2010年3月14日から2010年3月28日まではベイサイドプレイス博多埠頭にある「ベイサイドプレイス博多スタジオ」からの生放送だった。
番組は以下のような構成であった。
- リクエスト&カウントダウン番組。
- 番組は3パートから構成される。
  - リクエストパート・click request（12:00-13:40）:局のwebサイトの曲目リストに掲載された曲を中心にテーマに沿ったリクエストを募集。
  - 洋楽カウントダウン（13:40-14:40）:オンエアポイント・リクエストポイント・セールスポイントをもとに注目度を加えてはじき出したcross fmオフィシャルの洋楽チャートを紹介。
  - KYUDEN J-POP POWER COUNTDOWN（14:40-16:00）:以前から放送されていた番組を内包。ちなみに、JKはこの番組を前に担当したこともある。

## コーナー
※KYUDEN J-POP POWER COUNTDOWN内のコーナーについては「KYUDEN J-POP POWER COUNTDOWN#主なコーナー」を参照。
- インスピレーション3（リクエストパート・洋楽カウントダウンで実施）
リスナーと電話を繋ぎ、出題されたお題を聞いてインスピレーションするモノをJKと同時に答えて、JKのインスピレーションするモノ（事）と同じであればプレゼントをもらうことができる。